# Frohes neues Jahr!
Frohes neues Jahr! (chinesisch 新年好, Pinyin Xīnnián hǎo) ist ein chinesisches Kinderlied, worin Glückwünsche zum neuen Jahr übermittelt werden. Es wird auf die Melodie von Oh My Darling, Clementine (im Deutschen auch unter In Montana in den Bergen bekannt) gesungen.
Vom Chinesischen Musikerverband wird es unter den Gesangsstücken für Kinder und Jugendliche als leicht (Schwierigkeitsgrad 1) eingestuft.

## Text
| chinesisch                                                                    | Pinyin | Übersetzung | singbare Übertragung nach dem silbenzählenden Versprinzip                                                          |
| ----------------------------------------------------------------------------- | --- | --- | --- |
| 新年好呀！ 新年好呀！ 祝贺大家新年好！ 我们唱歌， 我们跳舞。 祝贺大家新年好！ | Xīnnián hǎo ya! Xīnnián hǎo ya! Zhùhè dàjiā xīnnián hǎo! Wǒmen chàng gē, wǒmen tiàowǔ. Zhùhè dàjiā xīnnián hǎo! | Frohes neues Jahr! Frohes neues Jahr! Wir wünschen allen ein frohes neues Jahr! Wir singen und wir tanzen. Wir wünschen allen ein frohes neues Jahr! | Frohes Neujahr! Frohes Neujahr! Allen ein frohes Neujahr! Und wir singen und wir tanzen. Allen ein frohes Neujahr! |

## Videos
- 《新年好》Happy New Year (with lyrics and English translation) – youtube.com
- Xinnian hao youtube.com